# 榎田出入口
榎田出入口（えのきだでいりぐち）は、福岡県福岡市博多区にある福岡高速道路環状線の出入口である。

福岡高速道路環状線榎田出入口。太宰府方面より博多駅方面を撮影。左は香椎方面、また天神、百道方面へ向かう入口。右は百道、天神方面、また香椎方面からの出口。

## 歴史
1989年（平成元年）3月4日に、呉服町出入口～当出入口が開通。1994年（平成6年）4月4日には、当IC～月隈出入口が供用開始となった。

## 接続する道路
- 国道3号 福岡南バイパス

## 料金所

### 天神北・香椎方面
- ブース数：2
  - ETC専用：1
  - 一般：1

当料金所は、2000年7月1日より試験的にETCを先行導入している。そのため、ETCレーンのゲートは他の福岡都市高速の料金所とはゲートの形状が異なる。また、レーン表示もLED表示の「ETC専用」ではなく幕式表示の「ETC（ロゴマーク・本格導入までの一時期はETC / 一般）」となっている。

## 周辺
- 福岡空港（国際線ターミナル）
- ヤマダデンキテックランド博多本店
- 国道3号 博多バイパス[2]
- ららぽーと福岡（香椎方面から行く場合）[3]

## 注意点
- 太宰府IC・月隈JCT方面（外回り）へは行けない[4]。同様に 太宰府IC・月隈JCT方面からは降りることができない。

## 隣
福岡高速環状線
(203)博多駅東出入口 - 豊JCT - (204)榎田出入口 - (205)半道橋出入口